# Kutchubaea neblinensis
Kutchubaea neblinensis là một loài thực vật có hoa trong họ Thiến thảo. Loài này được Steyerm. mô tả khoa học đầu tiên năm 1963.